# Pidzamce, Radîvîliv
Pidzamce (în ucraineană Підзамче) este localitatea de reședință a comunei Pidzamce din raionul Radîvîliv, regiunea Rivne, Ucraina.

## Demografie
Componența lingvistică a localității Pidzamce
     Ucraineană (99,86%)
     Alte limbi (0,14%)
Conform recensământului din 2001, majoritatea populației localității Pidzamce era vorbitoare de ucraineană (99,86%), existând în minoritate și vorbitori de alte limbi.